# Jang Yong-ho
Jang Yong-ho (in hangŭl: 장용호; 4 aprile 1976) è un arciere sudcoreano.

## Palmarès

### Olimpiadi
- 3 medaglie:
  - 2 ori (Sydney 2000 a squadre; Atene 2004 a squadre)
  - 1 argento (Atlanta 1996 a squadre)

### Mondiali
- 3 medaglie:
  - 1 oro (Victoria 1997 a squadre)
  - 1 argento (Riom 1999 a squadre)
  - 1 bronzo (Victoria 1997 nell'individuale)

### Giochi asiatici
- 1 medaglia:
  - 1 oro (Doha 2006 a squadre)